# Tocsigi apagyilkosság
A tocsigi apagyilkosság ügye (栃木実父殺し事件; hepburn: Tochigi Jippugoroshi Jiken) avagy Aizava apagyilkosság egy határkő Tocsigi prefektúrában Japánban, mivel itt egyben a vérfertőzés és az apagyilkosság problémája is felmerül. Japánban ez az ügy Aizava v. Japan néven is jól ismert. Az áldozattá vált lány, Aizava Csijó (相沢 チヨ; hepburn Aizawa Chiyo) (1939.január 31. születésű), akit az apja (Hatchiki Naruto) megközelítőleg 15 éven keresztül szexuálisan bántalmazott, valamint szexrabszolgaként árusította, végül megölte apját 1968. október 5-én. Apja meggyilkolásával vádolták, majd ítélték el, de az ítélet végrehajtását felfüggesztették.
Aizava Csijó vitatott ügye változást okozott Japán Büntető Törvénykönyvében az apagyilkosság után járó büntetéssel kapcsolatban.

## Háttér és gyilkosság
Aizava elsőszülött gyerek volt öt testvérrel Tocsigi prefektúrában. Édesapja Aizava Takeó (相沢 武雄; hepburn: Aizawa Takeo), édesanyja pedig Aizava Rika (相沢 リカ; hepburn: Aizawa Rika) volt. Aizava Takeó egy alkoholista, aki rendszeresen megerőszakolta a lányát 1953-tól kezdve folyamatosan. Aizava Takeó felesége, Rika elmenekült Hokkaidóba hátrahagyva maga után Csijót. Néhány év múlva visszatért azzal a szándékkal, hogy véget vessen a kapcsolatuknak. Akkoriban Takeó a lányával élt, úgy kezelve őt, mintha a felesége lenne. Aizava Csijó tizenegyszer esett teherbe és az édesapjától öt gyermeke is született, ezek közül kettő csecsemő korában meghalt. 1967-ben Csijó sterilizáltatta magát a hatodik abortusza után.
1968-ban Chijó beleszeretett egy 22 éves férfiba, amiért édesapja dühös lett. Ezért sarokba szorította, és a három gyermekük megölésével fenyegetőzött. Ezért 1968. október 5-én Chijó megfojtotta édesapját a Tocsigi prefektúrában található Jaitában. A szomszédjaik egészen addig azt hitték, hogy Csijó Takeó felesége, amíg le nem tartóztatták, de később a japán rendőrség megállapította, hogy a három gyermek Csijó édesapjától származik. Japánban a családi törvények tiltják a poligámiát és a közeli rokonok közötti házasságot, viszont nem tiltják a rokonok együttlétéből származó gyermekek születését, ezért az anyakönyvvezető beregisztrálta a három gyermeket Takeó törvénytelen gyermekeiként.

## Bírósági ügyek
Japán Büntető Törvénykönyvének 200. cikkelye szerint az apagyilkosságért halálbüntetés, vagy életfogytig tartó börtönbüntetés jár. A törvényszéki bíró általában elfogadja az enyhítő körülményeket ilyen esetekben; a japán törvények viszont tiltották egy ítélet kétszeres enyhítését, ahol az enyhítések mindig megfelezik az eredeti ítéletet. Az életfogytiglan börtönbüntetést le tudták csökkenteni hét évre, majd pedig sikerült még jobban lerövidíteni, viszont még így is a minimum letöltendő idő három év és hat hónap a börtönben, és a törvények nem engedélyezik, hogy az enyhített ítélet kevesebb legyen, mint három év.
Csijó ügyvédje erősen azt állította, hogy a gyilkosság önvédelemből történt, valamint hogy a lány már beleőrült a rengeteg lelki és fizikai bántalmazásba. Az Ucunomija Körzeti Bíróság a kétszázadik cikkelyt alkotmányellenesnek találta, és felmentette Chijót 1969. május 29-én, elfogadva, hogy a gyilkosság oka önvédelem volt. Azonban a Tokió Felsőfokú Bíróság nem egyezett bele a döntésbe, és 1970. május 12-én újra három év és hat hónap börtönbüntetésre ítélte Aizavát. A végső fellebbezésben a Japán Legfelsőbb Bíróság belátta, hogy ha túl kemény ítéletet szabnak ki Csijóra, akkor az által megsértenék az alkotmányban foglalt törvényeket a bíróság előtti egyenjogúsággal kapcsolatban.
A bíróság 1973. április 4-én alkotmányellenesnek találta a cikkelyt. Aizavát bűnösnek találták általános emberölés ügyében, ezért két év és hat hónap börtönbüntetést szabtak ki rá, enyhítve ezzel a három éves ítéleten. Az ítélet letöltése után Ucunomijában kezdett új életet.

## Csijó ítéletének hatása
1973. április 19-én a Japán Igazságügyi Minisztérium kijelentette, hogy azok a japán nemzetiségű emberek, akik szüleik megölésével váltak gyilkosokká, hasonló esetben kegyelemben részesülhetnek. A Büntető Törvénykönyv kétszázadik cikkelyét 1995-ben eltörölték.

## Fordítás
- Ez a szócikk részben vagy egészben  a   Tochigi patricide case című angol Wikipédia-szócikk fordításán alapul.  Az eredeti cikk szerkesztőit annak laptörténete sorolja fel. Ez a jelzés csupán a megfogalmazás eredetét és a szerzői jogokat jelzi, nem szolgál a cikkben szereplő információk forrásmegjelöléseként.